# Jean-Louis Olry
Jean-Louis Olry, född den 6 augusti 1946 i Montrouge, Frankrike, är en fransk kanotist.
Han tog OS-brons i C-2 i slalom i samband med de olympiska kanottävlingarna 1972 i München.